# Euplatyrhopalus
Euplatyrhopalus is een geslacht van kevers uit de familie van de loopkevers (Carabidae). De wetenschappelijke naam van het geslacht is voor het eerst geldig gepubliceerd in 1905 door Desneux.

## Soorten
Het geslacht Euplatyrhopalus omvat de volgende soorten:
- Euplatyrhopalus aplustrifer (Westwood, 1833)
- Euplatyrhopalus armicornis (Fairmaire, 1896)
- Euplatyrhopalus macrophyllus (Van de Poll, 1890)
- Euplatyrhopalus simonis C.A. Dohrn, 1886
- Euplatyrhopalus vexillifer Westwood, 1874
- Euplatyrhopalus wasmanni Emden, 1927